# Дяньцзюнь
Дяньцзю́нь (кит. упр. 点军, пиньинь Diǎnjūn, буквально: «изучать войска») — район городского подчинения городского округа Ичан провинции Хубэй (КНР). Название района связано с тем, что в эпоху Троецарствия полководец Гуань Юй в этих местах занимался изучением данных о войсках.

## История
Исторически эти места входили в состав уезда Ичан. В 1986 году они были переданы под юрисдикцию города Ичан, где на них был создан район Дяньцзюнь.

## Административное деление
Район делится на 1 уличный комитет, 2 посёлка и 2 волости.